# Kanton Pacy-sur-Eure
Pacy-sur-Eure is een kanton van het Franse departement Eure. Het kanton maakt deel uit van het arrondissement Évreux.

## Gemeenten
Het kanton Pacy-sur-Eure omvatte tot 2014 de volgende 23 gemeenten:
- Aigleville
- Boisset-les-Prévanches
- Boncourt
- Breuilpont
- Bueil
- Caillouet-Orgeville
- Chaignes
- Cierrey
- Le Cormier
- Croisy-sur-Eure
- Fains
- Gadencourt
- Hardencourt-Cocherel
- Hécourt
- Ménilles
- Merey
- Neuilly
- Pacy-sur-Eure (hoofdplaats)
- Le Plessis-Hébert
- Saint-Aquilin-de-Pacy
- Vaux-sur-Eure
- Villegats
- Villiers-en-Désœuvre

Na de herindeling van de kantons bij decreet van 25 februari 2014, met uitwerking op 22 maart 2015, telde het kanon 37 gemeenten.

Op 1 januari 2017 werden de gemeenten La Chapelle-Réanville, Saint-Just en Saint-Pierre-d'Autils  samengevoegd tot de fusiegemeente (Commune nouvelle) La Chapelle-Longueville .

Op 1 januari 2017 werden de gemeenten Saint-Aquilin-de-Pacy en Pacy-sur-Eure samengevoegd tot de fusiegemeente (Commune nouvelle) Pacy-sur-Eure .
Sindsdien omvat het kanton volgende 34 gemeenten: 
- Aigleville
- Boisset-les-Prévanches
- La Boissière
- Breuilpont
- Bueil
- Caillouet-Orgeville
- Chaignes
- Chambray
- La Chapelle-Longueville
- Le Cormier
- Croisy-sur-Eure
- Douains
- Fains
- Fontaine-sous-Jouy
- Gadencourt
- Hardencourt-Cocherel
- Hécourt
- La Heunière
- Houlbec-Cocherel
- Jouy-sur-Eure
- Ménilles
- Mercey
- Merey
- Neuilly
- Pacy-sur-Eure
- Le Plessis-Hébert
- Rouvray
- Saint-Marcel
- Saint-Vincent-des-Bois
- Sainte-Colombe-près-Vernon
- Vaux-sur-Eure
- Villegats
- Villez-sous-Bailleul
- Villiers-en-Désœuvre